# Display Data Channel
Display Data Channel (DDC) jsou v informatice komunikační protokoly mezi monitorem a grafickou kartou počítače, pomocí kterých může monitor sdělit počítači, jaké podporuje režimy zobrazení a další parametry (například jas a kontrast). Díky tomu nemusí uživatel počítače ručně nastavovat zejména rozlišení monitoru, protože si ho ovladač grafické karty sám pomocí DDC zjistí. DDC je součástí VESA standardu.

## Přehled
Cílem DDC Suite standardů je zajistit bezobslužné připojování (tzv. plug-and-play) pro počítačové monitory. DDC1 a DDC2B/Ab/B+/Bi definují fyzické spojení mezi monitorem a grafickou kartou, které bylo původně přenášeno po dvou nebo třech vodičích 15pinového analogového VGA konektoru. EDID (Extended display identification data), které je součástí DDC, definuje kompaktní binární formát s popisem schopnostmi monitoru a podporovaných grafických režimů, které výrobce uložil do EEPROM paměti monitoru. Formát používá k popisu blok obsahující 128bajtová data k možností prodloužení bloků, které slouží k poskytnutí doplňujících informací.
Aktuální je rozšířená verze EDID (Enhanced EDID Release A, v2.0). První verze standardu DDC byla přijata v srpnu 1994. Zahrnovala formát EDID 1.0 a specifikovala fyzické linky DDC1, DDC2B a DDC2Ab. DDC verze 2, která byla vydána v dubnu 1996, vyčleňuje EDID do samostatného standardu a uvádí DDC2B+ protokol. DDC verze 3 zavedla v prosinci 1997 protokol DDC2Bi a podporu pro VESA Plug and Display a Flat Panel Display Interface, které jsou dostupné na samostatných I/O adresách a které jsou vyžadovány pro EDID 2.0. Standard E-DDC nahradil standard DDC v roce 1999.

## Fyzické spojení
Ještě před zavedením DDC vyhradil VGA standard čtyři piny (ID0, ID1, ID2 a ID3, tj. piny 11, 12, 4 a 15) pro identifikaci typu monitoru. První tři piny jsou připojené k rezistorům nebo k zemi (GND), což umožňuje definovat až sedm typů monitorů (nejsou-li zapojeny, je oznamován NC, „no connection“, „no monitor“). Definovány byly však pouze tři druhy monitorů: černobílý s rozlišením menším než 1024×768 (NC, NC, GND), barevný s rozlišením menším než 1024×768 (NC, GND, NC) a barevný s rozlišením 1024×768 (GND, GND, NC). Pin ID3 nebyl využit. Standard DDC předefinoval účel těchto pinů na implementaci sériové linky.

### DDC1
Protokol DDC1 definuje jednoduchou, nízkorychlostní a jednosměrnou sériovou linku. Piny 12 (tj. ID1) slouží jako datová linka, která nepřetržitě vysílá 128bajtový EDID blok, který je synchronizován se signálem vertikální synchronizace obrazu (typicky 60 až 100 Hz). Protokol DDC1 používá jen velmi málo zařízení.

### DDC2
Nejběžnější verzí protokolu je DDC2B, který je založen na sériové sběrnici I²C. Pin 12 (tj. ID1) VGA konektoru se nyní používá jako datový pin pro sběrnici I²C a dříve nepoužívaný pin 15 přenáší hodinový signál I²C. Pin 9, dříve používaný jako mechanický klíč, dodává napájení +5 V DC (až 50 mA) pro EEPROM, což umožňuje počítači číst EDID, i když je monitor vypnut. I když je I²C plně obousměrný a podporuje více bus-masterů, je DDC2B pouze jednosměrný a umožňuje řídit provoz pouze grafické kartě. Monitor operuje na I²C sběrnici jako slave zařízení na 7bitové adrese 50h, kde poskytuje 128 až 256 bajtů EDID informace (protože operace je vždy pouze čtení, první I²C oktet bude vždy A1h).
Implementace DDC2Ab je založena na 100 kbit/s rozhraní ACCESS.bus, které výrobcům monitorů umožňuje poskytovat podporu pro externí ACCESS.bus periferie jako je myš nebo klávesnice bez dodatečných nákladů. Taková zařízení a monitory byly krátce k dispozici v polovině 90. let 20. století, ale vymizela s příchodem USB.
Protokoly DDC2B+ a DDC2Bi jsou okleštěnými verzemi protokolu DDC2Ab, které podporují pouze obousměrnou komunikaci mezi monitorem a grafickou kartu.
Standard DDC2 není omezen jen na VGA konektor. Konektory DVI a HDMI též obsahují vodič vyhrazený pro DDC2B.

## DDC/CI
Standard DDC/CI (Command Interface) byl zaveden v srpnu roku 1998. Tento standard popisuje způsoby jak má počítač posílat příkazy do monitoru i jak má přijímat senzorická data z monitoru přes obousměrné spojení. Specifické příkazy pro ovládání monitorů jsou definovány v samostatném standardu Monitor Control Command Set (MCCS) verze 1.0, který byl uvolněn v září roku 1998.
DDC/CI monitory jsou někdy dodávány s externím barevným senzorem, který umožňuje vyvážení barev s pomocí automatické kalibrace. Některé otočné DDC/CI monitory podporují funkci „auto-pivot“, kde rotující senzor v monitoru umožňuje operačnímu systému zobrazovat správně obraz i při přetočení monitoru (na výšku, na šířku).
Standard DDC/CI popsal celou sadu obousměrných ovládacích protokolů – DDC2Ab, DDC2Bi a DDC2B+ pro balení příkazů Monitor Control Command Set. DDC/CI verze 1.1 byla přijata v říjnu 2004.
Monitor Control Command Set Standard v2.0 byl přijat v říjnu 2003. Nový standard Monitor Control Command Set Standard verze 3.0 byl zaveden v červenci 2006, ale tato verze si nezískala již dostatečnou pozornost průmyslu. Nejnovější verze V2 standard je verze 2.2, která byla přijata února 2009.

## E-DDC
Enhanced Display Data Channel (E-DDC) je nejnovější revize standardu DDC. Verze 1.0 byla představena v září 1999 a představovala přidání segmentu ukazatele, který umožňoval zobrazit až 32 kB uložených informací pro použití v rozšířeném standardu EDID (E-EDID). Dřívější DDC implementace používala jednoduchá 8bitová data offset při komunikaci s EDID pamětí v monitoru, která měla omezenou velikost 28 bajtů = 256 bajtů, což umožňovalo možnost použití levných 2-Kbitových EEPROM.
V E-DDC, byl zaveden speciální I²C adresovací režim, ve kterém mohlo být vybráno více 256 bajtových segmentů. Dělá to jeden 8bitový segmentový index, který přešel na displej pomocí adresy 30h přes I²C (protože tento přístup je vždy čtení, první I²C oktet bude vždy 60h). Data z vybraného segmentu se pak okamžitě dají přečíst prostřednictvím pravidelných DDC2 adres, s pomocí opakovaného signálu I²C 'START'. Nicméně, VESA specifikace definuje u segmentu indexu hodnotu rozsahu od 00h do 7Fh, což umožňuje adresování jenom 128 segmentů * 256 bajtů čili 32 KiB. Index segmentu registru je volatilní, jako výchozí nastavený na nulu a automaticky resetován na nulu po každém NACK nebo STOP. Mechanismus „Auto-reset“ poskytuje zpětnou kompatibilitu.
E-DDC verze 1.1, která byla schválena v březnu 2004, je vybavena podporou HDMI a spotřební elektronikou.
E-DDC verze 1.2, která byla schválena v prosinci 2007, byla zavedena podpora pro DisplayPort (která nemá žádné DDC2B linky a využívá jeho obousměrného pomocného kanálu pro EDID a MCCS komunikaci) a DisplayID standardy.

## Deaktivace DDC
Některé KVM switche (jedna klávesnice-monitor-myš k více počítačům) a video nástavce ovládají provoz na DDC špatně, takže je nezbytně nutné vypnout funkce monitoru „plug and play“ v operačním systému (popřípadě i fyzicky odstranit 12 pin z analogových VGA kabelů).  Ovladač standardu "Plug and Play Monitor" používá informace displeje EDID k vytvoření seznamu podporovaných režimů monitoru. Rozlišení displeje na ovládacím panelu applet umožňuje uživateli vypnout ovladač „Plug and Play“ a ručně vybrat jakékoliv rozlišení nebo obnovovací frekvenci podporované grafické karty. Mnoho výrobců grafických karet poskytuje kontrolu aplikací, které umožňují uživateli vybrat vlastní režim zobrazení, který není v souladu s informacemi EDID.